# Beaulieu-sous-la-Roche
Beaulieu-sous-la-Roche è un comune francese di 2 053 abitanti situato nel dipartimento della Vandea nella regione dei Paesi della Loira.

## Società

### Evoluzione demografica
Abitanti censiti